# Chico Leitoa
Francisco Rodrigues de Sousa, mais conhecido por Chico Leitoa (Timon, Maranhão, 9 de julho de 1954), é um engenheiro e político brasileiro, filiado 38 anos ao Partido Democrático Trabalhista (PDT).

## Carreira política
Chico foi Secretário de obras no Município de Timon, onde depois veio a ser Prefeito por duas vezes de 1993-1996 e de 2001-2004. Na sua última gestão efetuou a pavimentação de diversos bairros e levou água tratada a maioria da população timonense.
Chico Leitoa, ganhou o título de prefeito “Amigo da Criança”, da Fundação Abrinq, pelas parcerias firmadas com diversas entidades para assegurar vagas na pré-escola a mais de 5 mil crianças do município, além das ações integrais à saúde, que alcançou os 37 mil adolescentes e crianças de Timon. O prefeito mereceu destaque especial entre os 1.542 inscritos para o prêmio.
Integrou a comissão que coordenou a vitoriosa a campanha de Jackson Lago ao Governo do Estado do Maranhão, onde ocupou o cargo de diretor do DEINT (Departamento de Infra Estrutura e Transporte do Maranhão).